# 大汉情缘
大汉情缘系列，共有三部，作者為步步惊心創作者桐华。分別是《大漠谣》、《云中歌》和《解忧曲》。三部的人物皆有贯通和串联，《云中歌》的女主角是《大漠谣》女主角的女儿，但是彼此是独立的故事。

## 大漠谣
《大漠谣》是桐华创作的一部言情小说。描写了西汉汉武帝时期，来自西域的狼女金玉（玉瑾）与汉朝大将军霍去病、富商公子孟西漠（孟九）之间唯美曲折的爱情故事。2006年11月由河南文艺出版社出版，2007年1月其终结篇亦正式推出。2012年3月1日，《大漠谣》（新版）由湖南文艺出版社出版（ISBN 9787540453541），新版共上下两册，上册即2006年初版，下册即2007年终结篇。